# Kanat de Derbent
El Kanat de Derbent (persa: خانات دربند, Khānāt-e Darband; àzeri: Dərbənd xanlığı) fou un kanat del Caucas que va ser establert a l'època de la dinastia afxàrida. Ocupava el Dagestan i el seu centre era a Derbent. Va incloure els clans del nord dels lesguians.

## Història
Parts importants del Dagestan havien estat part del domini safàvida des del segle xvi. A principis del segle xviii, amb la desintegració lenta de l'estat safàvida hi va haver revoltes al nord-est del Caucas contra el govern persa. Els imperis rus i otomà, ambdós rivals imperials dels perses, es van aprofitar de la situació. El 1722, Pere el Gran va declarar la guerra a Pèrsia i va començar la Guerra russo-persa (1722-1723). Aquest fou el primer cop que els russos va fer una expedició per la captura de Derbent i més enllà cap al sud del Caucas.
Durant i abans de l'ocupació de Derbent per Pere I, el naib de la ciutat era Imam Quli Khan i era naturalment un xiita com la resta dels governants a l'imperi safàvida. Va oferir a l'emperador rus les claus de les portes de ciutat.
Pere I va confirmar a Imam Quli Khan com el senyor de Derbent i cap de les seves «tropes» natives, i li va assignar la posició de Major-General. El setembre de 1723 després de la Guerra russo-persa (1722-1723), en el Tractat de Sant Petersburg que hi va posar final, el safàvida xa Sultan Husayn, l'imperi del qual estava ja feia anys en descomposició i esmicolant, va ser forçat a cedir Derbent junt amb molts altres territoris iranians al Caucas. Tanmateix, alguns anys més tard i en connexió amb l'agreujament de relacions russo-turques, i el ressorgir de Pèrsia ara dirigida pel brillant militar Nadir Shah, Rússia es va trobar forçat a retrocedir tots els territoris guanyat el març de 1735 en el Tractat de Gandja per tal del posar fi a una guerra costosa en contra de Pèrsia, i també per construir una aliança contra l'enemic comú, la Turquia Otomana. La majoria dels altres territoris adquirits per Rússia ja havien estat tornats en el Tractat de Resht el 1732 en gran part per les mateixes raons.
Després de la mort de Nadir Shah el 1747 el seu enorme imperi es va desintegrar i les províncies perses al Caucasus (Beylerbeyis) va formar dues dotzenes de kanat semi-independents i dependents, un del qual era el kanat de Derbent. Des de 1747 el fill d'Iman Quli Khan, Muhammad Hassan (també esmentat com Magomed-Hussein o Mohammed Hussein) amb el títol de Khan, va governar el kanat de Derbent.

## Part del Kanat de Quba
El 1765, el kan de Quba, Fatali Khan, va conquerir Derbent i va unir el kanat de Derbent a les seves possessions amb l'ajut del shamkhal dels Kazi Kumuk, del utsmi de Kaytak i del qadi de Tabasaran. Després de la submissió del kanat, el seu governant Mohammed Hussein Khan Derbendi va ser cegat i empresonat primer a Quba, i després a Baku. Després d'algun temps, Mohammed Hussein Khan va morir a Baku.
Després de la mort de Fatali Khan, el seu govern semi independent va col·lapsar. El seu successor, Ahmed Khan, va governar només dos anys i va morir el març de 1791 i llavors el va esdevenir nou kan de Quba el seu germà Sheikh Ali Khan. Arran de la insatisfacció amb les polítiques de Sheikh Ali Khan, Derbent un cop més esdevenia un kanat independent el qual el maig de 1799 va proclamar el seu propi kan altre cop, sent el fill més jove de Fatali Khan, anomenat Hasan Aga. El 1802 Hasan Khan va morir i Sheikh Ali Khan va recuperar la possessió de Derbent pel kanat de Quba.

## La dinastia Qajar ha de cedir el kanat
El 1806, durant la Guerra russo-persa (1804-1813), el kanat va ser ocupat per tropes russes. Segons el Tractat de Gulistan, signat el 12 d'octubre de 1813, al poble de Gulistan (al Karabagh), Pèrsia es va veure forçada a cedir el Kanat de Derbent a Rússia. A més del kanat de Derbent segons els termes del tractat, també va ser forçat a irrevocablement a cedir Baku, Karabagh, Gandja, Xirvan, Xaki, Quba, Georgia, i part del Dagestan, tots territoris que formaven part integral de Pèrsia.

## Terra, geografia i poble
El territori del kanat de Derbent s'estenia al sud de l'usmiat de Kaytak fins al peu de les muntanyes del Tabasaran a l'oest, i a les fronteres nord-est del Kanat de Quba al sud.
La població del kanat de Derbent consistia en perses, tats, àzeris, lesguians, jueus muntanyesos i altres. L'historiador rus Semyon Mikhailovich Bronevsky, que va visitar el Caucasus al final del segle xviii, va escriure sobre Derbent:
El 1796, hi ha 2,189 cases, un d'elles és una seca, 450 botigues, 15 mesquites, 6 caravanserralls, 30 fàbriques de seda, 113 molins de paper, 50 botigues d'artesans diversos, els residents d'ambdós sexes són uns 10.000, tots els quals adhereixen a la secta xiïta i majoritàriament són perses, i, excepte un número d'armenis, tots aquí parlen i escriuen persa.
A més, va dir:
| « | Entre els altres residents els seus números no superen 2.000. En principi van venir de Pèrsia com el shahsevans i tarakames, turcs antigament transferits a Dagestan, establerts en 17 pobles, i són part de la sexta xiita. Parlen un dialecte «tàtar» [àzeri]. Són pagesos diligents, que fan alguna classe de pa, cotó, safrà, practiquen la sericultura, i contribueixen als recursos naturals que la ciutat necessita, com fusta, carbó i subministraments alimentaris. La seva terra abunda amb tots els subministraments, prats, boscos i aigües. Els pobles de la muntanya violen la pau amb les seves batudes, les quals tanmateix són capaços de reflectir en la naturalesa, ja que són valents i sempre van armats per precaució. Tots els residents del kanat de Derbent junt amb la ciutat no poden aixecar més d'uns quatre mil homes armats, majoritàriament cavalleria, qui són considerats a Derbent com els millors. | » |